# Коџаели (вилајет)
Коџаелски вилајет (тур. Kocaeli ili) је вилајет у Турској. Престоница вилајета је Измит, кога често називају Коџаели, и по броју становника је највећи град у вилајету. Вилајет се налази на најисточнијем делу Мраморног мора, претежно у Измитском заливу. Због величине и природних карактеристика залива Измит, град је велика природна лука. Има много лучких постројења у Коџаелију, укључујући примарну базу турске морнарице. Суседни вилајети су Сакарија на истоку, Бурса на југу и вилајети Јалова и Истанбул на западу.

## Окрузи
Коџаелски вилајет је подељен на 12 округа (престоница је подебљана):
| Позиција | Округ      | Становника 2009 | Становника 2010 |
| 1        | Деринџе    | 123,136         | 124,452         |
| 2        | Гебзе      | 297,029         | 305,557         |
| 3        | Голџук     | 136,035         | 137,637         |
| 4        | Измит      | 313,964         | 315,734         |
| 5        | Кандира    | 46,984          | 49,769          |
| 6        | Карамурсел | 50,886          | 51,987          |
| 7        | Корфез     | 130,730         | 132,779         |
| 8        | Картепе    | 90,407          | 93,809          |
| 9        | Башискеле  | 66,183          | 68,037          |
| 10       | Чајирова   | 82,494          | 88,523          |
| 11       | Диловаси   | 44,258          | 44,958          |
| 12       | Дариџа     | 140,302         | 146,896         |

Односно, у целом вилајету 2009. године је живело 1.522.408 становника, да би се тај број повећао на 1.560.138 у години 2010.